# Nguyễn Viết Hòa

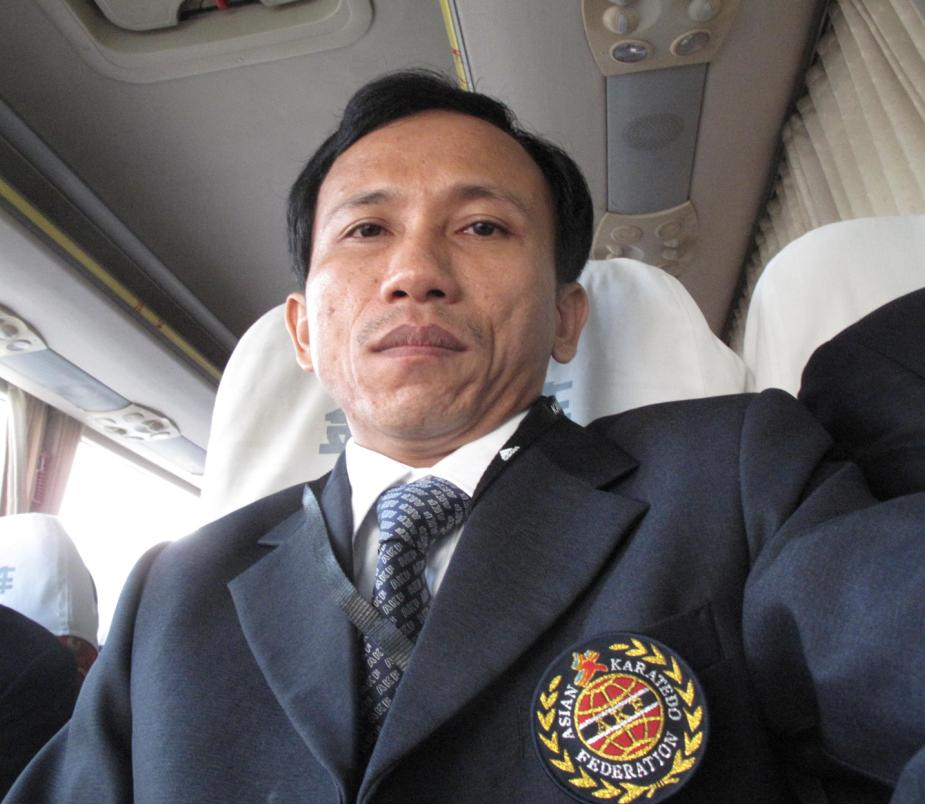
Võ sư Nguyễn Viết Hòa trọng tài Giải vô địch Karatedo châu Á 2011

Nguyễn Viết Hòa (sinh năm 1977) là một doanh nhân và võ sư Việt Nam. Ông hiện là Tổng Giám đốc kiêm Chủ tịch hội đồng quản trị Công ty Cổ phần Dịch vụ Bảo vệ Ngọc Hòa VĐNH và đồng thời là chủ tịch hội đồng quản trị Công ty Cổ phần Võ Đường Ngọc Hòa Việt Nam. Ngoài ra, ông còn thường xuyên xuất hiện phát biểu trên sóng truyền hình Việt Nam.Các chương trình truyền hình như: Người đương thời VTV1 , Người Việt Trẻ VTC1 , Gõ Cửa Ngày Mới VTV1 ,Chào Việt Nam VTV4 ,Đường Đến Thành Công VTC10 ,Phong cách Doanh nhân VTC1

## Cuộc đời và sự nghiệp
Nguyễn Viết Hòa sinh năm 1977 tại xã Nghĩa Đồng, huyện Tân Kỳ, tỉnh Nghệ An.
Bố mẹ ly hôn từ khi anh còn nhỏ. Năm 1993, khi đang học lớp 10 thì mẹ mất sau một cơn bạo bệnh. Nguyễn Viết Hòa phải tự nuôi mình và ba em từ đó và làm đủ mọi việc như soi cá, bắt ếch, bắt lươn, sửa xe, thợ hồ, bốc vác, đóng than tổ ong, nấu hàng ăn, rửa bát thuê... nhưng anh vẫn không từ bỏ việc học hành.
Năm 1994, khi đang học lớp 11, Nguyễn Viết Hòa đã thành lập Võ đường Ngọc Hòa tại Nghệ An. Năm 1995, Nguyễn Viết Hòa ra Hà Nội ôn thi đại học và theo học võ thuật của những võ sư nổi tiếng. Cùng năm đó Nguyễn Viết Hòa mở thêm Võ đường Ngọc Hòa tại Hà Nội đồng thời ông vẫn dạy võ tại Các câu lạc bộ Võ thuật ở Hà Nội, Trung tâm Huấn luyện vận động viên cấp cao Hà Nội.
Năm 2003, Võ sư Hòa thành lập Công ty TNHH Võ đường Ngọc Hòa, công ty dạy võ đầu tiên tại Việt Nam.
Năm 2007 Công ty nhận được xác lập kỷ lục võ đường có số võ sinh theo học đông nhất Việt Nam  với 40 Câu lạc bộ Võ thuật ở Nghệ An, Hà Nội, Lào Cai và Phú Thọ, hơn 26.000 võ sinh có mặt trên 50 tỉnh thành trong cả nước, (do Trung tâm Sách Kỷ Lục Việt Nam xác lập HĐTV.VB.GXLKL - Số 361 KLVN (2007) - Thời điểm xác lập ngày 25 tháng 03 năm 2007), Võ sinh Võ đường Ngọc Hòa đã giành được hàng trăm huy chương ở các giải thi đấu trong nước và quốc tế. Thương hiệu Võ đường Ngọc Hòa được bảo hộ độc quyền trên toàn lãnh thổ Việt Nam,
Năm 2007 Tổng giám đốc Nguyễn Viết Hòa được vinh danh trên chương trình "Người đương thời " của Đài truyền hình Việt Nam,
Theo Nghị định của Chính phủ số 52/2008/NĐ-CP ngày 22 tháng 04 năm 2008 về quản lý Kinh doanh dịch vụ Bảo vệ, Năm 2007 Võ sư Hòa chuyển đổi Công ty TNHH Võ đường Ngọc Hòa thành Công ty Cổ phần Tập đoàn Võ đường Ngọc Hòa hoạt động trong lĩnh vực võ thuật và dịch vụ vệ sỹ
Tháng 4 năm 2008 Chương trình " Người Việt trẻ" VTC1 thực hiện một phóng sự về chân dung TGĐ Nguyễn Viết Hòa,

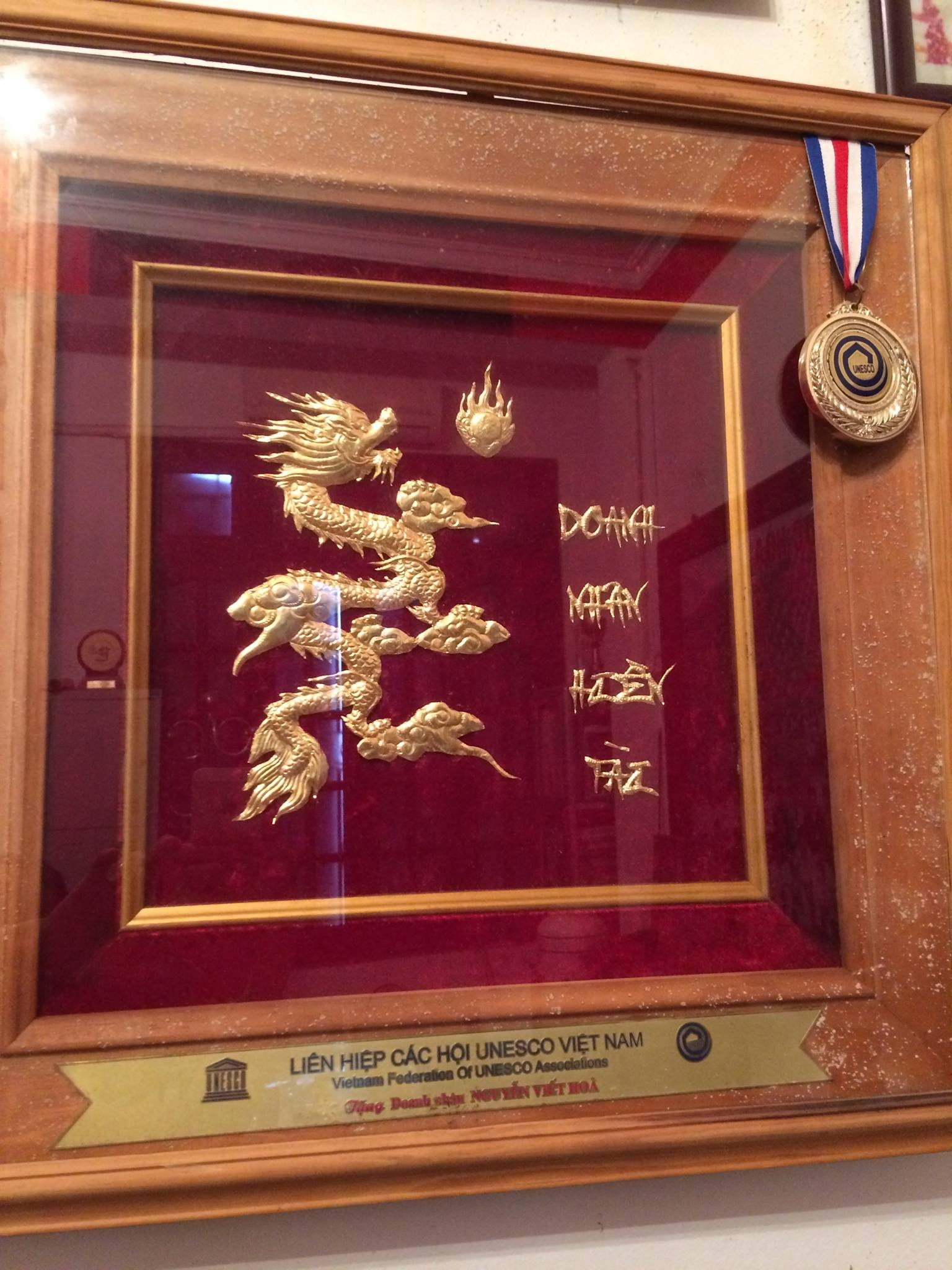
Tổng giám đốc Nguyễn Viết Hòa đón nhận danh hiệu Doanh nhân Hiền Tài do UNESCO Việt Nam trao tặng

Tháng 4 năm 2010 Thành lập Võ Đường Ngọc Hòa Khu Vực Lào Cai,
Năm 2011 Nguyễn Viết Hòa chuyển đổi công ty thành Công ty cổ phần Dịch vụ Bảo vệ Ngọc Hòa VĐNH hoạt động về dịch vụ bảo vệ, vệ sỹ và thành lập Công ty cổ phần Phát triển Võ đường Ngọc Hòa hoạt động về lĩnh vực võ thuật..
Tháng 12/2011 Chương trình " Đường đến thành công" của Đài Truyền hình Kỹ thuật số VTC10 đã thực hiện một phóng sự đầy xúc động về cuộc đời Tổng giám đốc Nguyễn Viết Hòa với tựa đề " Từ cậu bé mồ côi trở thành ông chủ Tập đoàn".
Năm 2012, Tập đoàn Võ Đường Ngọc Hòa thành lập công ty Cp Võ Đường Ngọc Hòa Việt Nam tại Nha Trang đánh dấu sự mở rộng hoạt động kịnh doanh sang lĩnh vực nhà nghỉ- khách sạn,

## Thành tích huấn luyện
Nhiều thế hệ võ sinh của võ sư Nguyễn Viết Hòa đã tham gia thi đấu trên các đấu trường quốc gia và quốc tế và đã đạt được thành tích cao như VĐV Đỗ Thị Thu Hà , 
- HCV SEA Games 25 tổ chức tại Lào .
- HCB giải Đức mở rộng.
- HCB giải vô địch KARATEDO trẻ thế giới năm 2011
- Huy chương bạc SEA Games 26 [10] .
- HCĐ đồng đội SEA Games 26
- HCB đồng đội giải vô địch KARATEDO châu Á năm 2011,[11]
- HCB cá nhân giải vô địch KARATEDO châu Á năm 2011,[12]

## Giải thưởng

### Cá nhân
1. Giải thưởng Bạch Thái Bưởi và Danh hiệu Doanh nhân Đất Việt thế kỷ 21 theo Quyết định khen thưởng số: 1428/QĐ – LHH ngày 11 tháng 10 năm 2007 - Liên hiệp các Hội Khoa học và Kỹ thuật Việt Nam - Phòng Thương mại và Công nghiệp Việt Nam trao tặng,
2. Giấy chứng nhận là Trọng tài Karatedo cấp quốc gia theo Quyết định số 2955/QĐ-BVHTTDL ngày 04 tháng 7 năm 2008 của Bộ Văn hóa, Thể thao và Du lịch
3. UNESCO Việt Nam trao tặng danh hiệu "Doanh nhân Hiền tài" ngày 12 tháng 10 năm 2010.[13]

UNESCO Việt Nam đã trao tặng biểu tượng Rồng thiêng Doanh nhân hiền tài cho những doanh nhân, có thành tích xuất sắc và đóng góp vào mục tiêu phát triển bền vững của UNESCO diễn ra tại Văn Miếu - Quốc Tử Giám Hà Nội.
1. Giải thưởng " Doanh nhân xuất sắc đất Việt năm 2010 " do bộ Công Thương tổ chức vào ngày 19 tháng 09 năm 2010  tổ chức trao giải tại trung tâm hội nghị quốc gia Mỹ Đình.

1. Giấy chứng nhận là Trọng tài Karatedo châu Á: page 54/196 ngày 20 tháng 7 năm 2011 của ASIAN KARATEDO FEDERATION Kumite Referee/ Judge examination

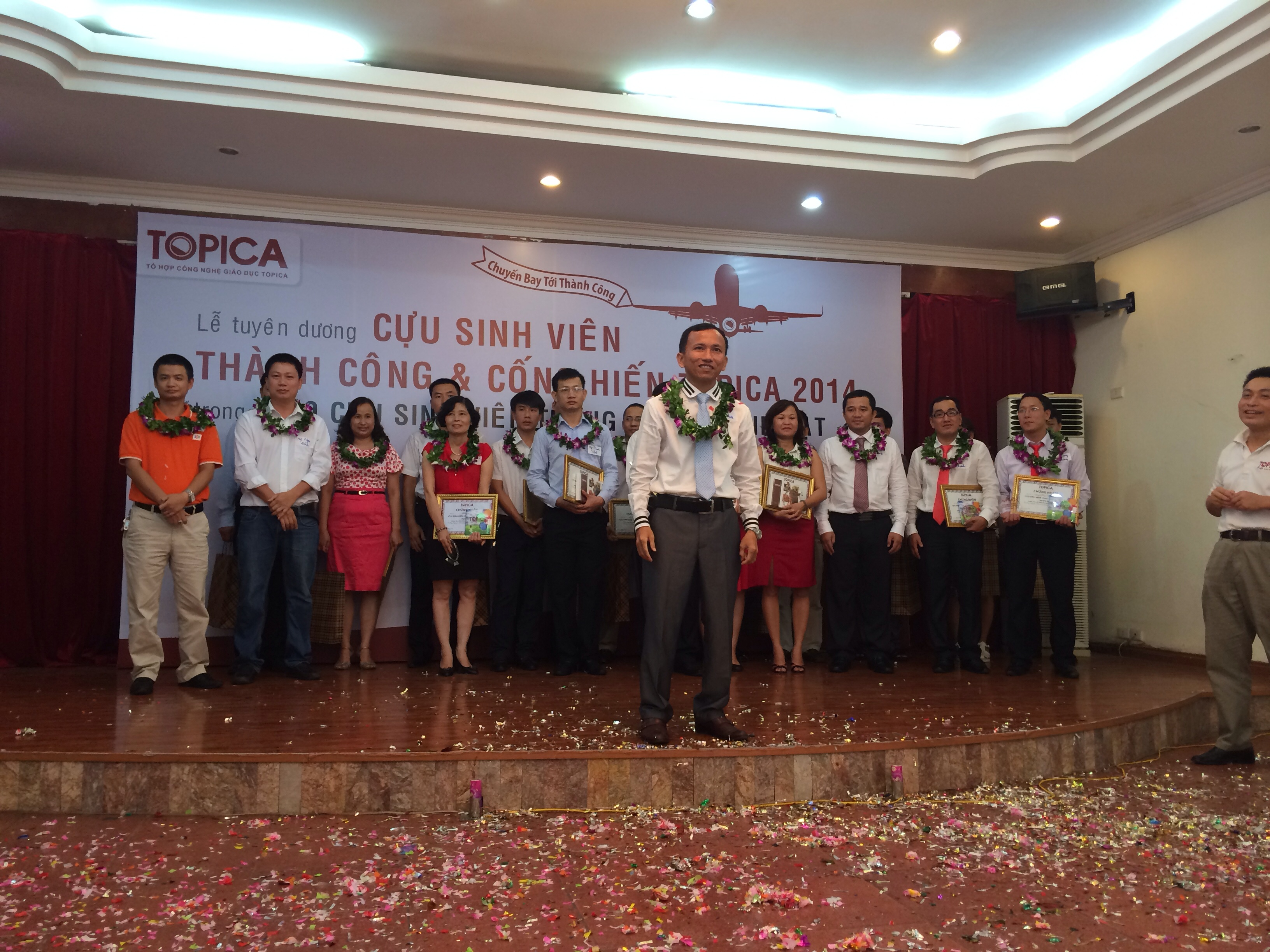
Tổng giám đốc Nguyễn Viết Hòa đạt danh hiệu cựu sinh viên thành công nhất năm 2014 do tổ hợp giáo dục Topica bình chọn (22/06/2014).

Ngày 22/6/2014, trong lễ Vinh danh Cựu Sinh viên thành công, xuất sắc nhất lần đầu tiên được tổ chức bởi Tổ hợp công nghệ giáo dục TOPICA, anh Nguyễn Viết Hòa được xướng tên đạt giải cao nhất ở hạng mục "Cựu Sinh viên thành công nhất" " hạng nhất" trong 1600 Cựu Sinh viên thăng tiến, thành đạt.

### Công ty
1. Xác lập kỷ lục: "Công ty dạy võ đầu tiên ở Việt Nam" năm 2005 [14]
2. Xác lập kỷ lục: "Võ Đường có số võ sinh theo học đông nhất Việt Nam: 26.000 môn sinh tháng 6 năm 2007 [15]

1. Cúp Sen vàng Việt Nam năm 2006 - Quyết định khen thưởng số: 1356/QĐ-LHH ngày 10 tháng 10 năm 2006 - Phòng Thương mại và Công nghiệp Việt Nam, Liên hiệp các Hội Khoa học Kỹ thuật Việt Nam trao tặng.[16]
2. Cúp vàng Chất lượng Hội nhập WTO năm 2007 Quyết định số 172/07-WTO-THV - ngày 09 tháng 09 năm 2007 - Liên hiệp các Hội Khoa học Kỹ thuật Việt Nam trao tặng.
3. Cúp vàng Top 50 sản phẩm Việt hàng đầu hợp chuẩn về sở hữu trí tuệ năm 2007 - QĐKT số: 121-2007/SPV ngày 26 tháng 10 năm 2007 Do Hội Sở hữu trí tuệ trao tặng.
4. Siêu cúp Thương hiệu mạnh và phát triển bền vững năm 2007 - QĐKT số 1428/QĐ-LHH ngày 11 tháng 10 năm 2007 - Phòng Thương mại và Công nghiệp Việt Nam, Liên hiệp các Hội Khoa học Kỹ thuật Việt Nam trao tặng.
5. Danh hiệu và Cúp vàng Nhãn hiệu Nổi tiếng Quốc gia cho "Dịch vụ Đào tạo và cung ứng bảo vệ" năm 2008, Năm 2009 - Cục Sở hữu trí tuệ trao tặng [17]
6. UNESCO Việt Nam trao tặng danh hiệu "Doanh nghiệp Văn hóa" năm 2009 [18]

- Danh hiệu "Thương hiệu nổi tiếng Quốc gia và Doanh nhân xuất sắc Đất Việt 2010" trao ngày 19 tháng 9 năm 2010 tại Trung tâm Hội nghị Quốc gia Mỹ Đình  Lưu trữ ngày 4 tháng 11 năm 2013 tại Wayback Machine [19].